# نایژه
نایژه یا برونش (از فرانسوی: Bronche) مجرایی در بخش پایینی دستگاه تنفسی است که هوا را به درون شش‌ها هدایت می‌کند. نایژه به عنوان قسمتی از دستگاه تنفسی، بین نای و نایژک‌ها قرار گرفته است. نایژه گذرگاه هوایی شش‌ها، پس از نای است و دیوارهٔ آن دارای ۵ تا ۷ نیم‌غضروف و غده‌های مخاطی است.
نایژه‌های اصلی که از نای در محل دوشاخه‌شدن آن موسوم به کارینا منشعب می‌شوند، شامل نایژهٔ اصلی راست و نایژهٔ اصلی چپ هستند. این نایژه‌ها پهن‌ترین نایژه‌ها هستند و به‌ترتیب از طریق ناف ریه وارد شش راست و شش چپ می‌شوند. نایژه‌های اصلی به نایژه‌های فرعی باریک‌تر یا نایژه‌های لوبی منشعب می‌شوند و این‌ها نیز به نایژه‌های بخشی) باریک‌تر تقسیم می‌شوند. شاخه‌های بعدی نایژه‌های بخشی به‌ترتیب به‌عنوان نایژه‌های بخشی ردهٔ چهارم، پنجم و ششم شناخته می‌شوند، یا به‌طور کلی با عنوان نایژه‌های زیربخشی نامیده می‌شوند. نایژه اصلی سمت راست کوتاه‌تر و قطورتر است و در امتداد نای قرار دارد.
نایژه‌ها از آن‌جا که هنوز قطر کافی دارند، توسط غضروف پشتیبانی می‌شوند، اما زمانی که قطر آن‌ها چنان کاهش یابد که دیگر غضروفی آن‌ها را نگه ندارد، به نایژک تبدیل می‌شوند. هیچ تبادل گازی در نایژه‌ها رخ نمی‌دهد. نایژک‌ها (یا برونشیول‌ها) با تقسیمات متوالی باریک‌تر شده و در نهایت به کیسه‌های هوایی (یا آلوئول‌های) ریه ختم می‌شوند.

## ریشه واژه
پسوند ژه پسوند تصغیر است و نایژه به معنی نای کوچک می‌باشد. این پسوند در مژه و برخی واژگان دیگر به جا مانده و دیس دیگر پسوند چه می‌باشد. در فارسی میانه نیز ناییزگ (nayizag) گفته می‌شده است.

## ساختار
نای در محل کارینا به دو نایژهٔ اصلی، یعنی نایژهٔ راست و نایژهٔ چپ تقسیم می‌شود. کارینای نای در سطح زاویهٔ جناغی و در سطح مهرهٔ پنجم پشتی (در حالت استراحت) قرار دارد.

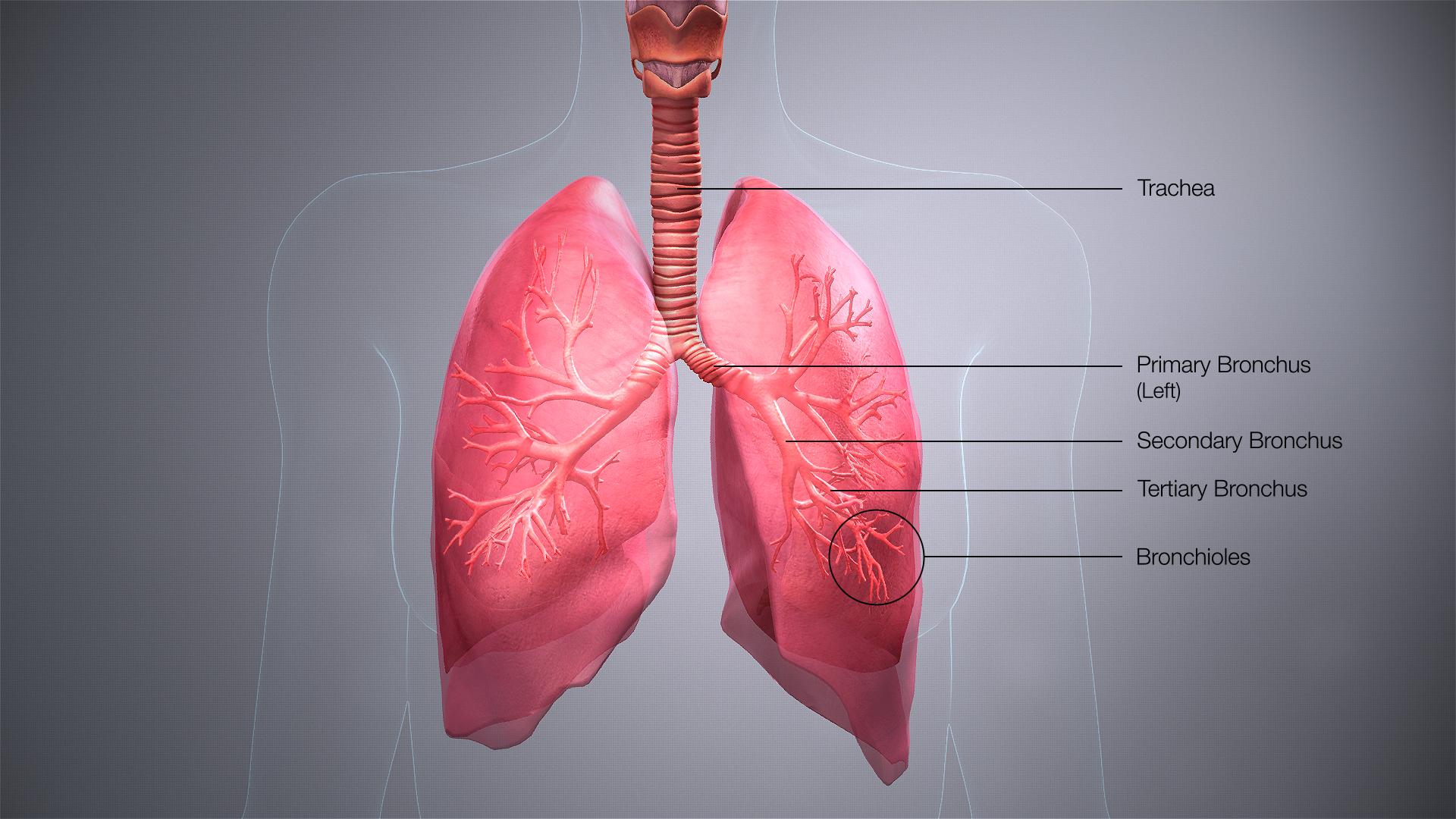
ساختار نایژه‌ها

نایژهٔ اصلی راست نسبت به چپ پهن‌تر، کوتاه‌تر و عمودتر است و طول میانگین آن ۱٫۰۹ سانتی‌متر است. این نایژه در سطح تقریبی مهرهٔ پنجم پشتی وارد ریشهٔ شش راست می‌شود و به سه نایژهٔ فرعی (لوبی) تقسیم می‌شود که اکسیژن را به سه لوب شش راست (فوقانی، میانی و تحتانی) می‌رسانند. سیاهرگ تَکی (آزیگوس) از پشت روی این نایژه قوس می‌زند و سرخرگ ریوی راست در ابتدا در زیر و سپس در جلوی آن قرار دارد. حدود ۲ سانتی‌متر پس از آغاز مسیر، شاخه‌ای به سمت لوب فوقانی شش راست می‌دهد که به آن نایژهٔ فراسرخرگی می‌گویند، زیرا موقعیتی بالاتر از شریان ریوی راست دارد. نایژهٔ راست سپس از زیر شریان می‌گذرد و شاخهٔ زیرسرخرگی نام می‌گیرد که به نایژه‌های لوبی میانی و تحتانی تقسیم می‌شود.
نایژهٔ اصلی چپ نسبت به راست باریک‌تر ولی بلندتر است و طولی حدود ۵ سانتی‌متر دارد. این نایژه در سطح مقابل مهرهٔ ششم پشتی وارد ریشهٔ شش چپ می‌شود. مسیر آن از زیر قوس آئورت می‌گذرد، از جلوی مری، مجرای لنفی سینه‌ای و آئورت نزولی عبور می‌کند، و در ابتدا سرخرگ ریوی چپ بالای آن و سپس در جلوی آن قرار می‌گیرد. نایژهٔ چپ شاخهٔ فراسرخرگی ندارد و از این رو برخی بر این باورند که لوب بالایی در شش چپ وجود ندارد و آنچه به‌عنوان لوب فوقانی شناسایی می‌شود، در واقع معادل لوب میانی در شش راست است. نایژهٔ اصلی چپ به دو نایژهٔ فرعی (لوبی) تقسیم می‌شود که هوا را به دو لوب شش چپ (فوقانی و تحتانی) می‌رسانند.
نایژه‌های فرعی سپس به نایژه‌های بخشی تقسیم می‌شوند. هر نایژهٔ بخشی، یک بخش نایژه‌ای‌ریوی را تأمین می‌کند. این بخش‌ها با تیغه‌هایی از بافت پیوندی از هم جدا شده‌اند و همین ویژگی اجازه می‌دهد تا در جراحی، یک بخش بدون آسیب‌زدن به دیگر بخش‌ها برداشته شود. در آغاز، در هر شش ۱۰ بخش وجود دارد، ولی در شش چپ به‌دلیل داشتن تنها دو لوب، دو جفت از این بخش‌ها با هم ادغام شده‌اند و در نتیجه هشت بخش (چهار برای هر لوب) تشکیل می‌شود.
نایژه‌های بخشی در سه شاخهٔ دیگر به‌ترتیب به نایژه‌های ردهٔ چهارم، پنجم و ششم یا همان نایژه‌های زیربخشی تقسیم می‌شوند. این نایژه‌ها به نایژک‌های کوچک‌تری منشعب می‌شوند که خود به نایژک‌های پایانی تقسیم می‌شوند. هر نایژک پایانی به چند نایژک تنفسی منشعب می‌شود که به‌نوبهٔ خود به دو تا یازده مجرای هوایی آلوئولی تقسیم می‌شوند. به هر یک از این مجراها پنج یا شش کیسهٔ هوایی (آلوئولی) متصل است. آلوئول‌ها واحد پایهٔ تبادل گاز در شش به‌شمار می‌روند.
نایژه‌های اصلی دارای مجرای نسبتاً پهنی هستند که با لایه‌ای از بافت پوششی تنفسی پوشیده شده‌اند. این پوشش سلولی دارای مژک‌هایی است که به سمت دهان حرکت می‌کنند و ذرات گردوغبار و سایر ذرات ریز را خارج می‌سازند. زیر این پوشش لایه‌ای از ماهیچهٔ صاف قرار دارد که به‌شکل دو نوار عضلانی در جهت‌های مخالف پیچیده شده‌اند. این لایهٔ عضلانی دارای غدد مخاطی‌سرومی نیز هست که در دیوارهٔ خود مخاط ترشح می‌کنند. غضروف شفاف (هیالین) نیز پیرامون این لایهٔ عضلانی در نایژه‌ها حضور دارد. در نایژه‌های اصلی، غضروف به‌شکل حلقه‌های C-شکل مانند نای وجود دارد، در حالی که در نایژه‌های کوچک‌تر، غضروف به‌شکل صفحه‌های نیم‌دایره‌ای و نامنظم دیده می‌شود. این صفحات غضروفی از نایژه‌ها پشتیبانی ساختاری می‌کنند و راه هوایی را باز نگه می‌دارند.
ضخامت دیوارهٔ نایژه به‌طور معمول حدود ۱۰ تا ۲۰ درصد از قطر کلی نایژه را تشکیل می‌دهد.

### ریزساختار

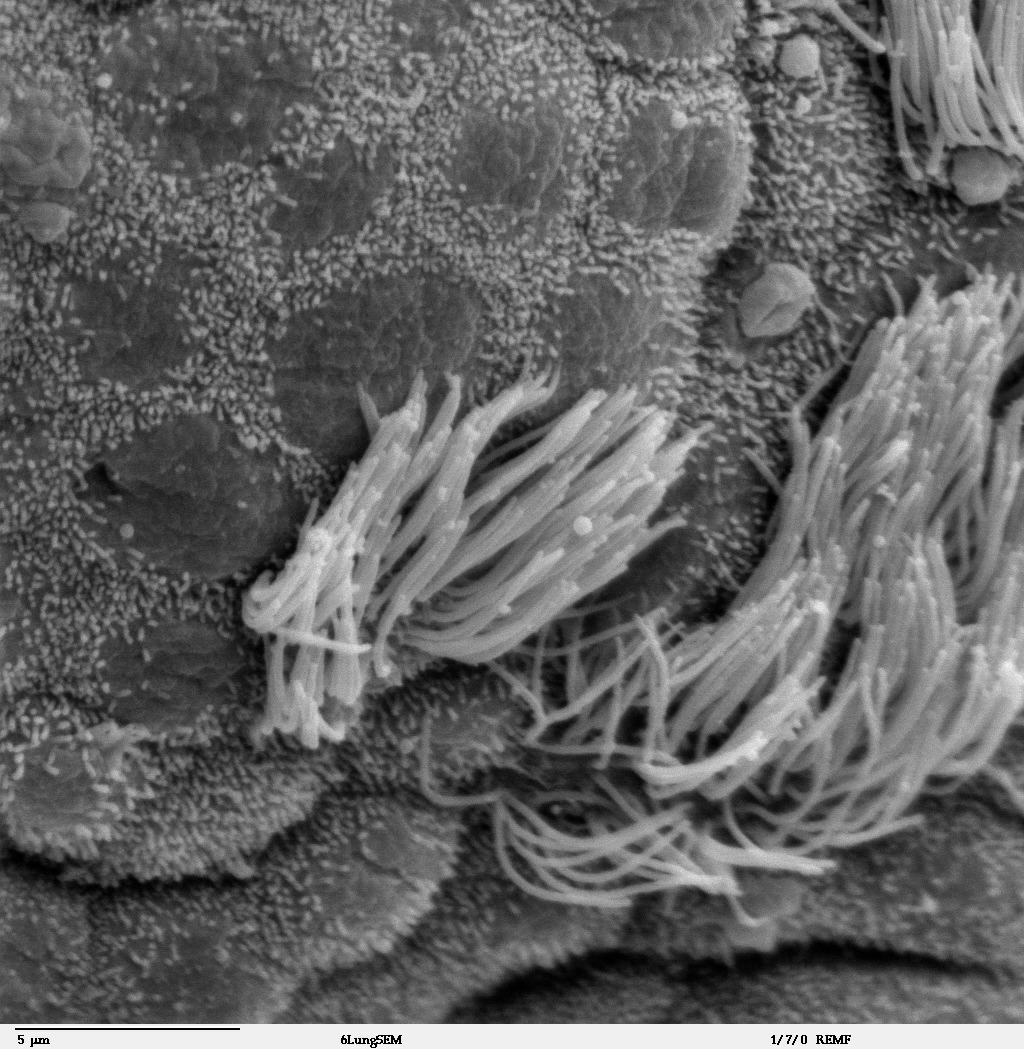
مژک و ریزپرزهای بسیار کوچک‌تر روی بافت پوششی نایژکی فاقد مژک

غضروف و غشای مخاطی نایژهٔ اصلی (نایژه‌های نخستین) مشابه ساختار نای هستند. این نایژه‌ها با بافت پوششی تنفسی پوشیده شده‌اند که در ردهٔ بافت پوششی مطبق کاذب جای می‌گیرد. بافت پوششی نایژه‌های اصلی دارای سلول جامی است، که نوعی غدهٔ تغییرشکل‌یافته از بافت پوششی ساده به‌شمار می‌رود و موسین تولید می‌کند که مادهٔ اصلی مخاط است. مخاط در فرایند پاک‌سازی مخاطی-مژکی نقش مهمی در پاک نگه‌داشتن راه‌های هوایی دارد.
با ادامهٔ شاخه‌زایی در درخت نایژه‌ای، میزان غضروف شفاف (هیلاین) در دیواره‌ها کاهش می‌یابد تا جایی که در نایژک‌ها دیگر وجود ندارد. با کاهش غضروف، مقدار عضلهٔ صاف افزایش می‌یابد. غشای مخاطی نیز دگرگونی‌هایی را تجربه می‌کند؛ از بافت پوششی استوانه‌ای مطبق کاذب مژک‌دار، به بافت پوششی مکعبی سادهٔ مژک‌دار، و در نایژک‌های انتهایی و آلوئول‌ها به بافت پوششی ساده تغییر می‌کند.

### گوناگونی ساختاری
در حدود ۰٫۱ تا ۵٪ از مردم، نایژه‌ای از لوب فوقانی شش راست پیش از محل کارینا از نایژهٔ اصلی منشعب می‌شود. به این حالت نایژهٔ نایی گفته می‌شود و به‌عنوان یک دگرریختی کالبدی شناخته می‌شود. این حالت ممکن است اشکال گوناگونی داشته باشد و اگرچه معمولاً بی‌نشانه است، می‌تواند علت زمینه‌ای بیماری‌های ریوی مانند عفونت مکرر باشد. در چنین مواردی برداشت بخشی از بافت معمولاً درمان‌گر است.
نایژهٔ قلبی شیوعی در حدود ۰٫۳٪ دارد و به‌صورت نایژهٔ فرعی‌ای ظاهر می‌شود که از نایژهٔ میانی میان نایژهٔ لوبی بالایی و محل منشأ نایژه‌های لوبی میانی و تحتانی نایژهٔ اصلی راست منشعب می‌شود.
نایژهٔ قلبی فرعی معمولاً بدون نشانه است اما ممکن است با عفونت‌های پایدار یا خلط خونی همراه باشد. در حدود نیمی از موارد مشاهده‌شده، نایژهٔ قلبی به‌صورت یک بن‌بست کوتاه دیده می‌شود، و در نیمی دیگر منشعب شده و با پارانشیم هوادار همراه است.

## کارکرد
کار نایژه‌ها انتقال هوای جو زمین استنشاق‌شده به بافت‌های عملکردی شش، یعنی آلوئول‌ها، است. تبادل گاز میان هوای درون شش و خون در مویرگها از طریق دیواره‌های مجراهای آلوئولی و آلوئول‌ها انجام می‌شود. کیسهٔ هوایی و آلوئول‌ها عمدتاً از بافت پوششی ساده ساخته شده‌اند که امکان انتشار سریع اکسیژن و کربن دی‌اکسید را فراهم می‌کند.

## اهمیت بالینی

ضخامت دیوارهٔ نایژه (T) و قطر نایژه (D).

ضخیم‌شدن دیوارهٔ نایژه، که می‌تواند در سی‌تی اسکن مشاهده شود، معمولاً (اما نه همیشه) نشان‌دهندهٔ التهاب نایژه‌ها (برونشیت) است. به‌طور معمول نسبت ضخامت دیوارهٔ نایژه به قطر آن، بین ۰٫۱۷ تا ۰٫۲۳ است.

### التهاب نایژه
برونشیت به التهاب نایژه‌ها گفته می‌شود که می‌تواند حاد یا مزمن باشد. برونشیت حاد معمولاً ناشی از بیماری ویروسی یا باکتری بیماری‌زا است. بسیاری از مبتلایان به برونشیت دچار بیماری مزمن انسدادی ریه (COPD) نیز هستند که معمولاً با دود کردن یا تماس بلندمدت با تحریک همراه است.

### آسپیراسیون
نایژهٔ اصلی چپ با زاویهٔ بیشتری نسبت به نای از آن جدا می‌شود، در حالی‌که نایژهٔ راست پهن‌تر است. این تفاوت‌ها باعث می‌شود شش راست بیشتر در معرض آسپیراسیون ریوی (ذات‌الریهٔ ناشی از ورود مواد به شُش) قرار گیرد. اگر غذا، مایعات یا اجسام خارجی آسپیره شوند، احتمال بیشتری دارد که در نایژهٔ راست گیر کنند. این وضعیت ممکن است به ذات‌الریه باکتریایی یا آسپیراسیون ریوی بینجامد.
اگر لولهٔ تراشه برای لوله‌گذاری در نای بیش‌ازحد فرورود، معمولاً وارد نایژهٔ راست می‌شود و تنها تهویهٔ شش راست را امکان‌پذیر می‌کند.

### آسم
آسم با برانگیختگی بیش‌ازاندازهٔ نایژه‌ها با مؤلفهٔ التهابی مشخص می‌شود، که معمولاً در پاسخ به آلرژن‌ها رخ می‌دهد.
در آسم، تنگ‌شدن نایژه‌ها می‌تواند باعث دشواری در تنفس و ایجاد تنگی نفس شود، که ممکن است به کم‌اکسیژنی در بدن بینجامد. در این حالت از افشانه استفاده می‌شود. افشانه نوعی برونکودیلاتور (نایژه‌گشا) را وارد راه‌های هوایی می‌کند که نایژه‌های تنگ‌شده را آرام کرده و مسیر تنفسی را باز می‌کند. این اثر معمولاً به‌سرعت رخ می‌دهد.

### بندآمدگی نایژه
بندآمدگی نایژه‌ای یک اختلال مادرزادی نادر است که می‌تواند نمودهای گوناگونی داشته باشد. در این حالت، یکی یا چند نایژه (معمولاً نایژه‌های بخشی و گاه نایژه‌های لوبی) به‌شکل ناقص شکل می‌گیرند و به‌صورت نایژه‌ای بن‌بست ظاهر می‌شوند. پارانشیم (نرم‌آکنه) پیرامون به‌طور طبیعی مخاط ترشح می‌کند، اما به‌دلیل بندآمدگی، ترشحات انباشته و متسع می‌شوند. این وضعیت می‌تواند به بادکردگی شش (آمفیزم) منجر شود.
مخاط انباشته‌شده ممکن است به تشکیل توده‌ای مخاطی یا برونکوسل (کیست نایژه‌ای)، یا هر دو منجر شود. سینه قیفی‌شکل نیز ممکن است با بندآمدگی نایژه‌ای همراه باشد.

## نگارخانه

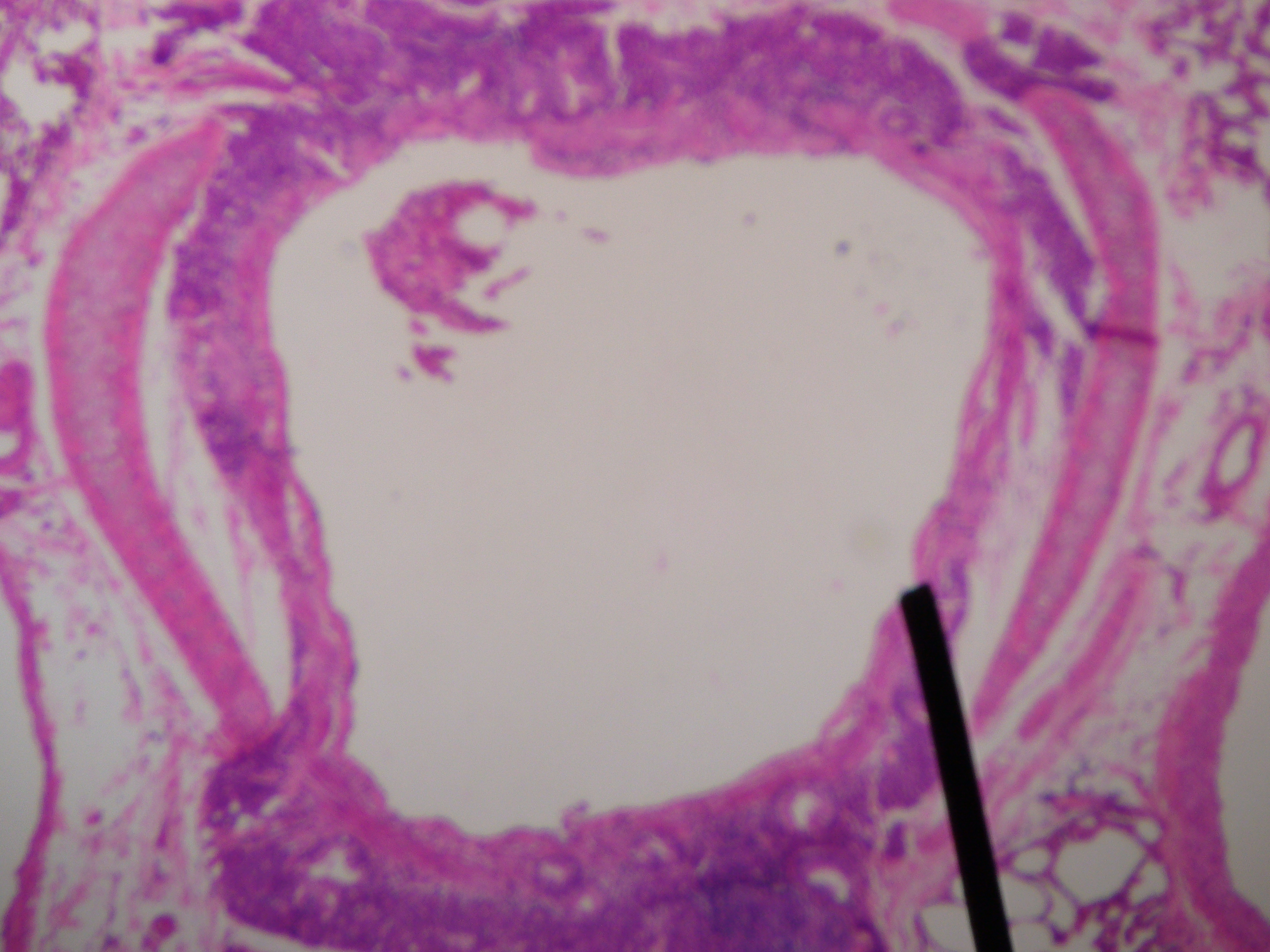
برش عرضی از نایژهٔ فرعی
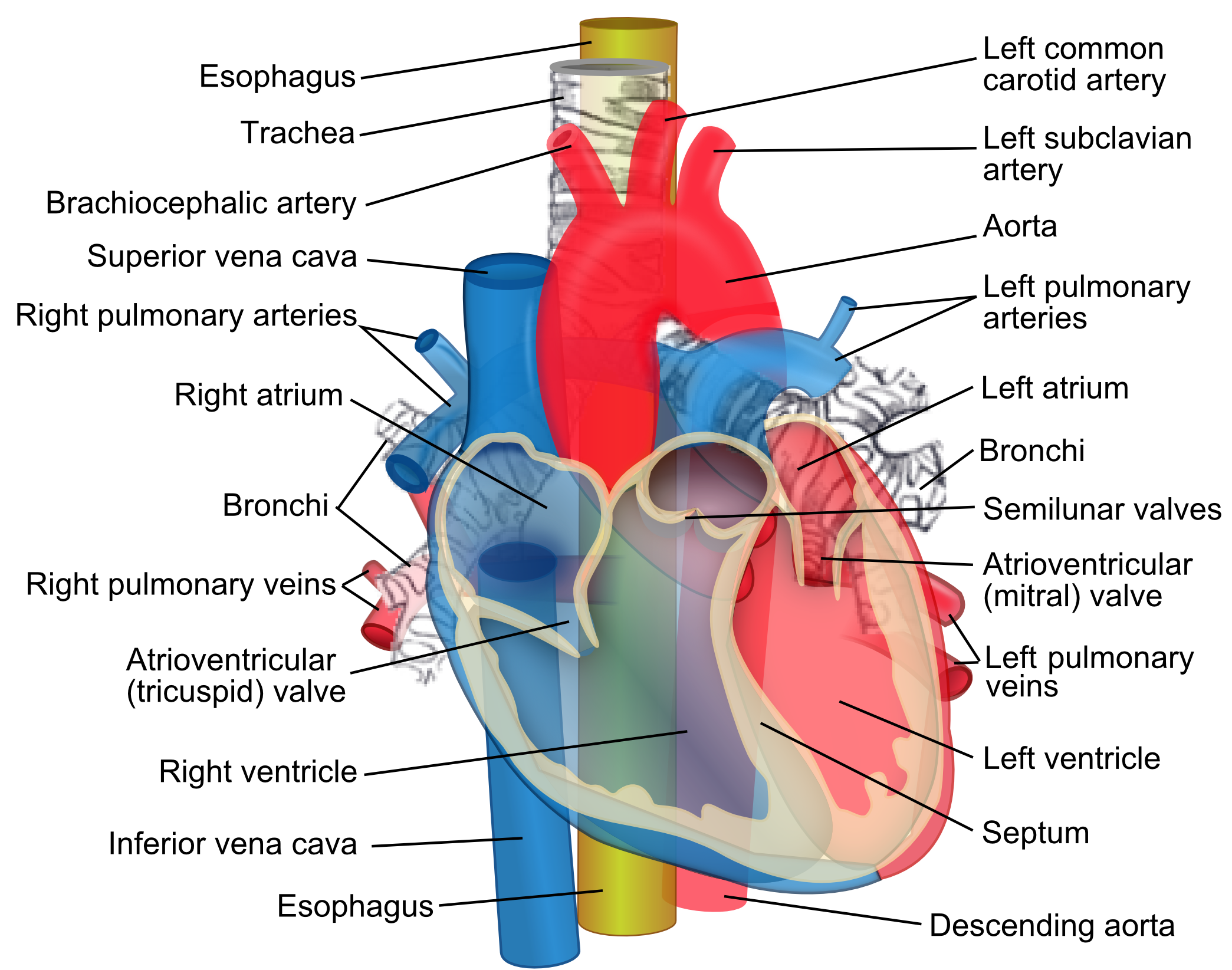
موقعیت نایژه‌های اصلی چپ و راست در پشت قلب که در این تصویر نشان داده شده‌اند.